# Arthur Legat
Arthur Legat (Haine-Saint-Paul, Valonija, Belgija, 1. studenog 1898. – Haine-Saint-Pierre, Valonija, Belgija, 23. veljače 1960.) je bio vozač automobilističkih utrka.
U Formuli 1 je nastupao 1952. i 1953. na Velikoj nagradi Belgije, no nije uspio osvojiti bodove. Redovito je nastupao i na utrci Grand Prix des Frontières, te 12 sati Pariza, no nije ostvario velike uspjehe.

## Vanjske poveznice
- Arthur Legat – Stats F1
- All Results of Arthur Legat – Racing Sports Cars